# فرهنگ‌های واژگان زبان فارسی

## سابقهٔ تألیف فرهنگ واژگان فارسی
بنیاد زبان امروزی فارسی بر پایه زبان پارسی باستان در سدهٔ اول اسلام گذاشته شد و در مدت یکصد سال شعر فارسی رشد کرد و به پایهٔ کمال رسید. در سدهٔ سوم هجری، ابوحفص سُغدی، به‌منظور کمک به تورانیان در فهم دقائق شعر فارسی فرهنگی نوشت که بعدها از بین رفته‌است، اما می‌دانیم جمال‌الدین حسین انجو در فرهنگ جهانگیری و محمدقاسم سُروری در مجمع‌الفرس که هردو در اوائل سدهٔ یازدهم تألیف شده و شمس‌الدین قیس رازی در کتاب المعجم فی معاییر اشعار العجم تألیف اوائل قرن هفتم و ابونصر فارابی در کتاب موسیقی خود از این کتاب یاد می‌کنند.
1. فرهنگ ابوحفص سُغدی نخستین فرهنگ واژگان فارسی است و نیز نخستین کتاب نثر فارسی به‌شمار است و کتاب دوم تاج المصار رودکی و سوم ترجمهٔ تاریخ طبری است که در حدود ۳۵۲ ابوعلی محمدِ بلعمی به حکم امیر منصور سامانی آن را به پارسی گردانید.
2. فرهنگ تاج المصادر نیز که رودکی (درگذشته سال ۳۲۹ ق) به‌منظور حل مشکلات اشعار برای مردم خراسان نوشت، از نسخهٔ آن اطلاعی در دست نیست.
3. سوم واژه‌نامه لغت فرس تألیف ابو منصور علی بن احمد اسدی طوسی است که در سدهٔ پنجم می‌زیسته و در آن اشعار بسیار از استادان سخن است که در جائی دیگر دیده نشده. نام هفتاد و شش تن از شعراء قدیم و نیز بعض شعرهای کلیله و دمنه و سند بادنامه گمشده رودکی و بعض اشعار و امق و عذرای گمشده عنصری در آن آمده و در ترتیب لغات ملاحظه حرف آخر شده‌است. پاول هورن، خاورشناس آلمانی، به سال ۱۸۹۷ مسیحی آن را چاپ کرده [و چاپی دیگر پس از مقابله و تصحیح آقای عباس اقبال به سال ۱۳۱۹ خورشیدی در چاپخانهٔ مجلس خورده‌است.]
4. فرهنگ لغت چهارم فرهنگ قطران تألیف حکیم ابو منصر قطران تبریزی معاصر اسدی است. در مقدمه فرهنگ جهانگیری و صحاح الفرس به آن اشاره شده ولی امروز کسی را سراغ نداریم که نسخه‌ای از این فرهنگ را داشته یا دیده باشد.
5. پنجم صحاح الفرس تألیف محمد هند و شاه منشی غیاث الدین بن رشید الدین فضل اللّه‌است که از لغت فرس استفاده کرده و از فرهنگ ابو حفص بی‌اطلاع بوده‌است.
6. ششم معیار جمالی تألیف شمس الدین محمد فخری اصفهانی است که به سال ۷۴۵ بنام انجو شاه فارس نوشته و به سال ۱۸۸۵ مسیحی به اهتمام کارل زالمان در روسیه بچاپ رسیده‌است. مؤلف به جای آنکه از استادان سلف شاهد بیاورد اشعار خود را بمناسبت معانی لغات ثبت کرده‌است.

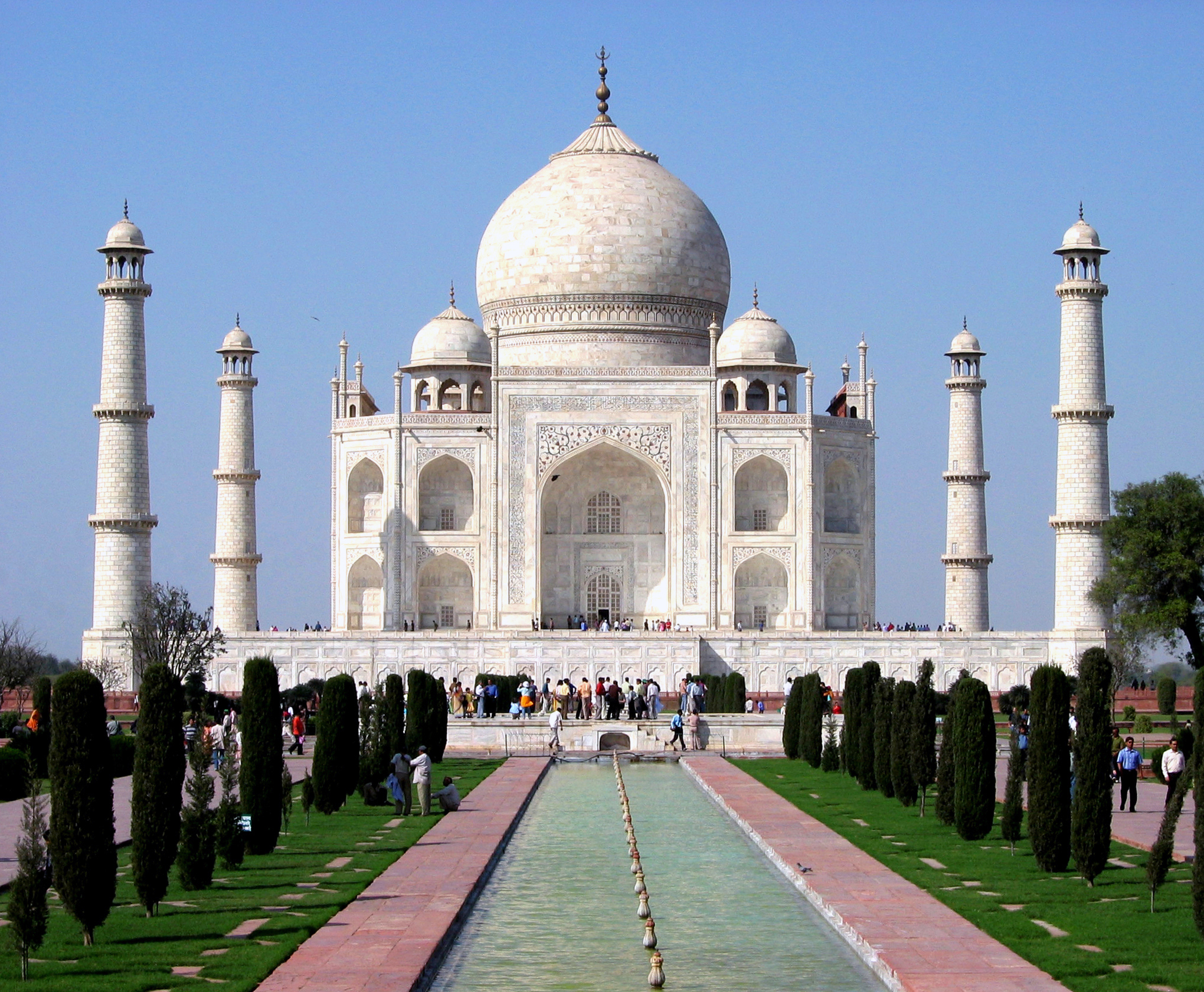
تاج محل

## واژگان‌نامه‌ها در هند

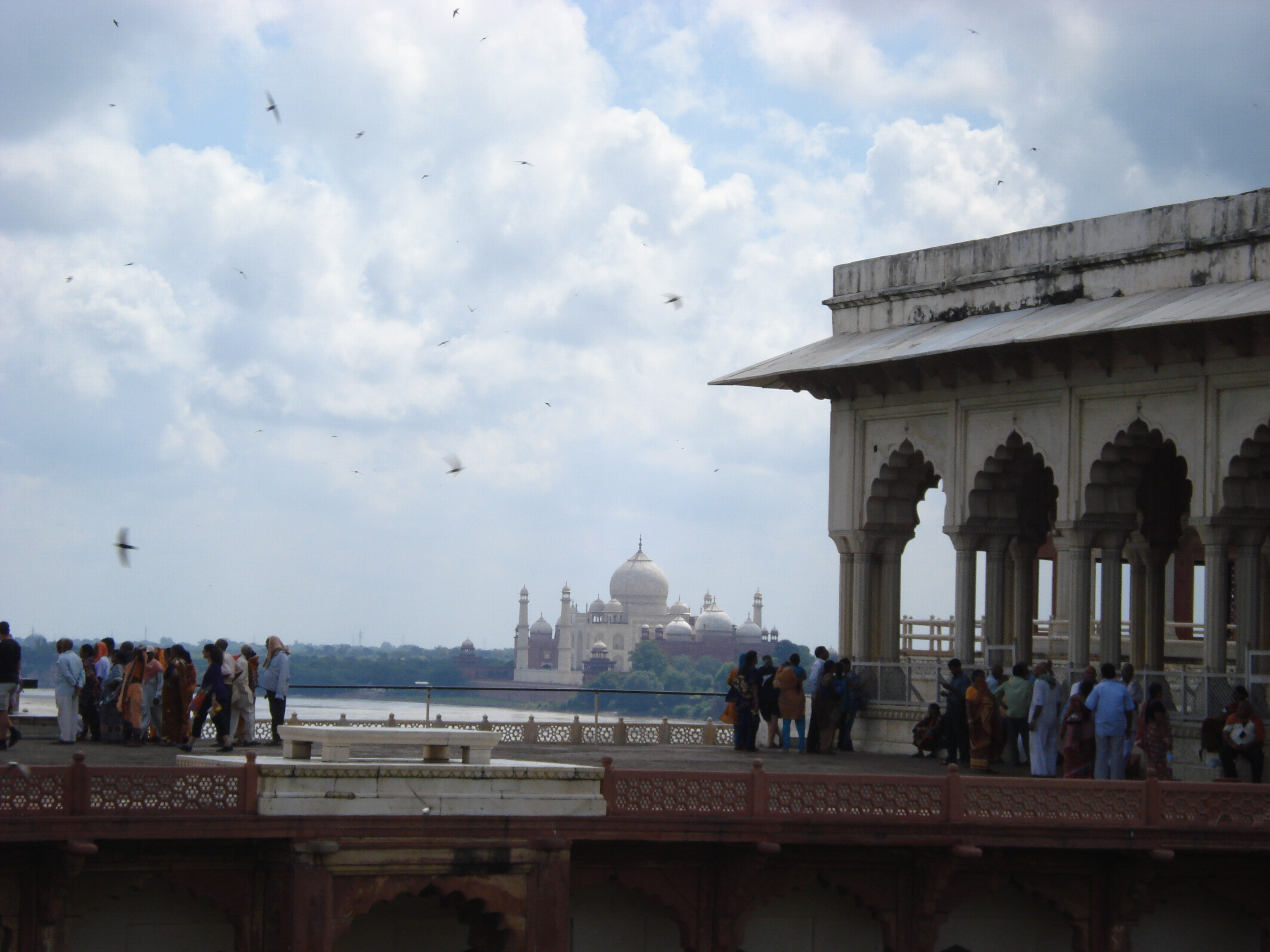
تاج محل - قلعه اگرا

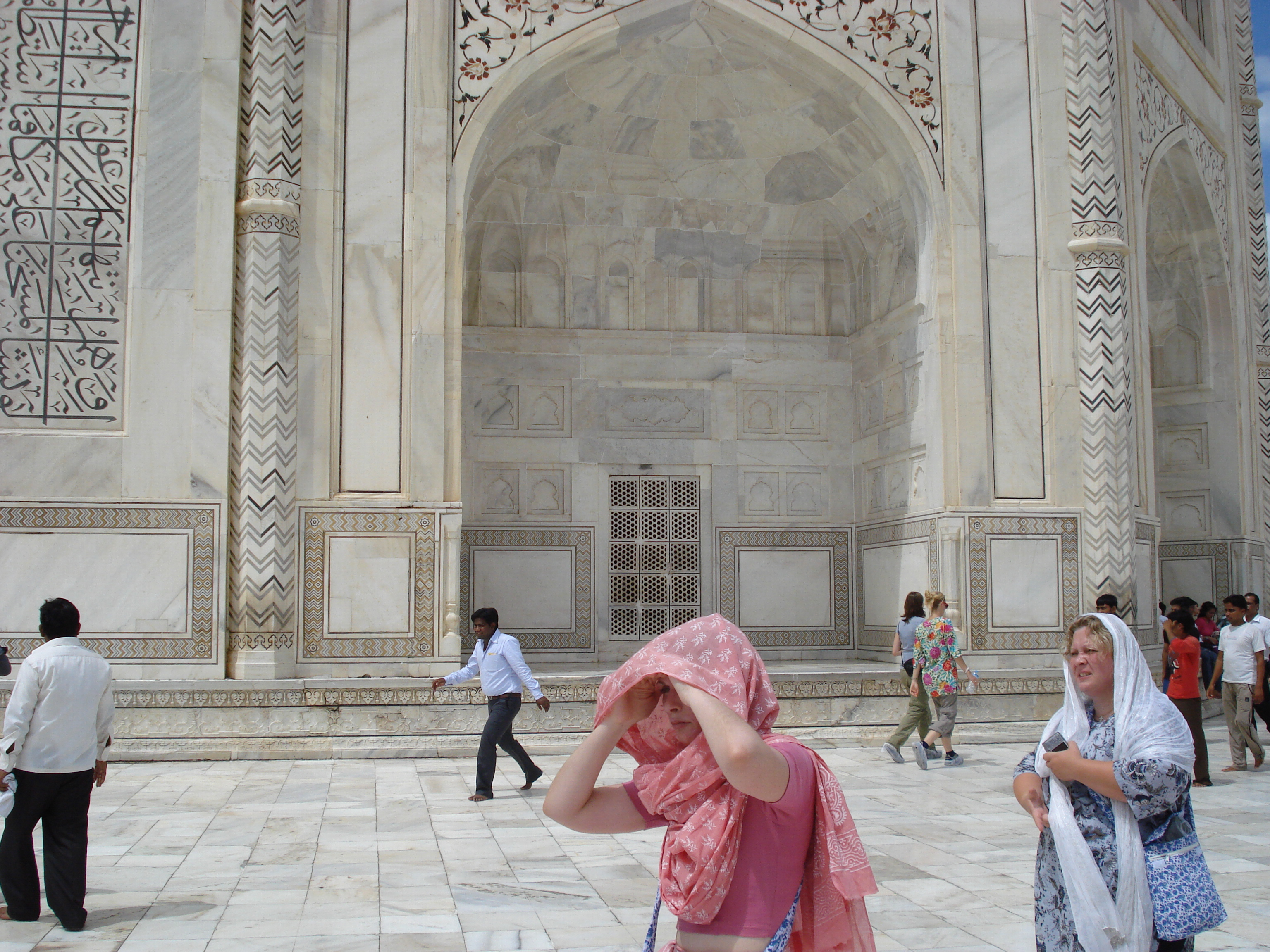
سنگ نوشته سبک فارسی

گوئی از اواخر قرن هشتم به‌بعد دانشمندان هند بلغات فارسی و اصطلاحات شعری بیش از ایرانیان توجه داشته‌اند زیرا که دوازده فرهنگ لغت مربوط به اواخر سده هشتم تا آخر سده دهم در دست است که در هند تألیف شده و در همین مدت دو فرهنگ در ایران تألیف گردیده‌است مکمل زحمات دلبستگان فارسی در هند همانا تألیف فرهنگ جهانگیری به سال ۱۰۱۷ می‌باشد. جهانگیری بهترین و جامع‌ترین فرهنگ فارسی است. مؤلف آن جمال الدین حسین انجوی شیرازی یکی از امراء دربار اکبر شاه و فرزند و جانشین او جهانگیر شاه بوده و پنجاه و سه فرهنگ فارسی در دست داشته و در لغات مندرج در آن‌ها و نیز در لغاتی که خود پیدا کرده تحقیق و اجتهاد نموده و تحریفات را دور ریخته‌است. خود گوید «بسیاری از لغات که در هیج فرهنگی نشانی از آن نبود به‌هم رسید حل آن را چاره جز تفحص از اهل دیاری که مصنف یا ناظم از آنجا بوده یا توطن در آنجا داشته نیافتم. مثلاً لغاتی که از حدیقه و دیوان حکیم سنائی غزنوی یافته شد از مردمان غزنی و کابل پژوهش نمودم». ترتیب لغات پسندیده نیست حرف دوم هر کلمه را باب و حرف اول را فصل قرار داده‌است. شاید به همین جهت کمتر از آنچه شایسته‌است طرف توجه واقع گردیده به سال ۱۲۹۳ هجری در شهر لکهنو چاپی سراسر غلط از این فرهنگ سودمند انجام یافته‌است.
در قرن یازدهم و دوازدهم هفده فرهنگ لغت در هند تألیف گردید. از آنجمله است برهان قاطع تألیف محمد حسین متخلص به برهان که سال پایان تالیفش ۱۰۶۲ می‌باشد و بترتیب حروف تهجی تنظیم گردیده. هزارها لغت و معنی زائد بر فرهنگهای سلف دارد که بعضی اصیل نیست. این فرهنگ لغت شهرت بسیار یافته و چندین نوبت چاپ شده‌است. دیگر فرهنگ رشیدی تألیف عبد الرشید الحسینی از مردم سند است که تحقیقات مفیدی در لغات فارسی کرده و حرف اول و دوم بترتیب حروف تهجی است و به سال ۱۲۹۲ در کلکته چاپ سربی خورده‌است. دیگر بهار عجم تألیف تیک‌چند متخلص به بهار است. در ۱۱۵۲ به‌اتمام رسیده و شامل الفاظ مرکب و اصطلاحات فارسی است. به‌قدری پسند ادباء معاصر او واقع شد که تا ۱۲۰۰ که تاریخ وفات مؤلف است هفت بار به چاپ رسید و پس از آن هم چند بار چاپ‌سنگی خورده‌است.
از سدهٔ سیزدهم یازده فرهنگ لغت در دست است که یکی از آن‌ها انجمن‌آرای ناصری تألیف رضاقلی هدایت از رجال نامی سلطنت ناصرالدین شاه قاجار و صاحب تألیفات بسیارِ دیگر است و به سال ۱۲۸۸ ق پایان یافته و در همان سال هم چاپ‌سنگی خورده‌است. بعض الفاظ جعلی برهان و دساتیر را ضبط کرده و بسیاری لغات تاریخی با تحقیقات زمان خود آورده که قابل‌استفاده است. ترتیب لغات به حروف تهجی است و تلفظ را به‌کمک هم‌وزن هر لغت روشن ساخته‌است. دیگر هفت قلزم تألیف غازی الدین حیدر فرمانروای استان اود واقع در شمال هند است. از ۱۲۲۹ که سال جلوس او بوده تا ۱۲۳۲ آن را نوشته و قبول محمد نام آن را مرتب کرده و دیباچهٔ آن را نگاشته‌است. این فرهنگ براساس برهان قاطع تألیف شده و دو بار به چاپ‌سنگی رسیده‌است. دیگر غیاث‌اللغات تألیف محمد غیاث‌الدین رامپوری است که چهارده سال رنج برده و کتاب خود را به سال ۱۲۴۲ به‌پایان رسانیده‌است. لغات عربی و اصطلاحات علمی بسیاری در آن مضبوط و حرف اول و دوم هر لغت به ترتیب حروف تهجی است.
در ابتدای قرن چهاردهم، مفصل‌ترین فرهنگ لغت فارسی بنام آنندراج، فرمانروای شهرستان ویجی‌نگر، واقع در جنوب هند، نوشته شد. مؤلف محمد پادشاه متخلص بشادد بیرراجه آنندراج و مردی دانشمند و شاعر بوده. لغات عربی را از منتهی‌الارب و منتخب‌اللغه و صُراح و غیاث و فرهنگ فرنک (اشتاینگس یا جانسون) و لغات فارسی را از مؤیدالفضلا و بهار عجم و غیاث و انجمن‌آرا و برهان و هفت قلزم و کشف‌اللغات و شمس و مصطلحات وارسته با توضیح و شواهد هریک نقل کرده و به ترتیب حروف تهجی درآورده‌است. از جهانگیری و رشیدی و سراج استفاده نکرده. تاریخ ختم تألیف ۱۳۰۶ ق است. به سال ۱۳۰۷ ق در شهر لکهنو در ۳۰۱۱ صفحهٔ بزرگ چاپ‌سنگی خورده‌است.
دو فرهنگ لغت دیگر بنام آصف اللغات و نقش بدیع در هند و نیز فرهنگ نوبهار و کاتوزیان در ایران چاپ شده‌است و علاوه بر فرهنگهای یاد شده چهار فرهنگ فارسی بترکی بنام اقنوم عجم و شامل اللغات و قائمه لطف اللّه و لغت نعمت اللّه تألیف قرن نهم و دهم در دست می‌باشد.
- -     - شرح فوق از مقدمه جلد پنجم فرهنگ نظام تألیف علامه آقا محمدعلی داعی‌الاسلام به‌اختصار نقل گردید. این فرهنگ، جامعِ لغات فارسی و لغات عربیِ مستعمل در فارسی به امر «نظام»، حکمران دکن، واقع در جنوب هند، از سال ۱۳۴۰ تا ۱۳۵۸ قمری تألیف و در همان‌جا در ۵ جلد و ۳۵۳۶ صفحه چاپ‌سنگی شده‌است. از فرهنگ جامع مرحوم ناظم الاطباء نفیسی که از «ا» تا «ل» در چهار جلد به طبع رسیده و جلد آخر آن زیر چاپست و نیز از لغت‌نامه آقای علی اکبر دهخدا که چهار جزء آن بتازگی از چاپ درآمده چون هر دو پس از ۱۳۱۸ تاریخ اتمام فرهنگ نظام انتشار یافته یاد نشده‌است.[۱]

## واژگان‌نامه‌ها
- فهرست فرهنگ‌های لغت فارسی؛

1. معجم لغة الفرس (فرهنگ مجموعه لغت فارسی) لأبی منصور الاسدی الطوسی، ۴۶۵ ه. ق»،
2. معجم صحاح الفرس لشمس الدین محمد نخجوانی «المتوفی عام ۷۷۶ ه. ق»،
3. معجم جهانگیری «فرهنگ جهانگیری» تألیف میرجمال الدین حسین الشیرازی، ۱۰۱۷ ه.ق.
4. معجم «برهان قاطع» تألیف محمد حسین التبریزی برهان، ۱۰۶۲ ه. ق حیدرآباد الدکن.
5. معجم آنندراج «فرهنگ آنندراج»، محمد پادشاه۱۳۰۷. ق، فارسی/عربیة.
6. معجم برهان قاطع.
7. معجم دهخدا المعروف بـ «لغتنامهٔ دهخدا».
8. معجم دکتور معین «فرهنگ معین»،
9. معجم الاستاذ حسن عمید «فرهنگ عمید» ،۱۳۵۱ ه.ش.
10. معجم فارسی عربی تألیف العلامة الشیخ احمد النجفی طهران،
11. فرهنگ «القاموس الفرید فی العصر الجدید».

- بیشتر فهرست فرهنگ‌های لغت فارسی.

## فرهنگ واژه‌های فارسی سره
- فرهنگ واژه‌های فارسی سره

## لغتنامه‌های عربی
- واژگان فارسی در فرهنگ‌های لغت عربی الکلمات الفارسیه فی المعاجم العربیه